# Élections législatives de 1973 dans le Lot
Les élections législatives françaises de 1973 se déroulent les 4 et 11 mars 1973.
Dans le département du Lot, deux députés sont à élire dans le cadre de deux circonscriptions.

## Élus
| Circonscription | Député sortant                      | Parti | Parti | Député élu ou réélu | Parti | Parti |
| --------------- | ----------------------------------- | ----- | ----- | ------------------- | ----- | ----- |
| 1re             | Maurice Faure                       |       | MRG   | Maurice Faure       |       | MRG   |
| 2e              | Guy Murat suppléant de Bernard Pons |       | UDR   | Bernard Pons        |       | UDR   |

## Résultats

### Résultats à l'échelle du département
| Parti                 | Parti                                   | Premier tour | Premier tour | Second tour | Second tour | Sièges |
| Parti                 | Parti                                   | Voix         | %            | Voix        | %           | Sièges |
| --------------------- | --------------------------------------- | ------------ | ------------ | ----------- | ----------- | ------ |
|                       | Mouvement des radicaux de gauche        | 17 012       | 19,94        | 25 070      | 28,52       | 1      |
|                       | Parti communiste français               | 14 333       | 16,80        | Retrait     | Retrait     | 0      |
|                       | Parti socialiste                        | 12 897       | 15,12        | 22 099      | 25,14       | 0      |
|                       | Parti socialiste unifié                 | 2 421        | 2,84         |             |             | 0      |
|                       | Union de la gauche                      | 46 663       | 54,70        | 47 169      | 53,66       | 1      |
|                       |                                         |              |              |             |             |        |
|                       | Union des démocrates pour la République | 32 988       | 38,67        | 40 736      | 46,34       | 1      |
|                       | Union des républicains de progrès       | 32 988       | 38,67        | 40 736      | 46,34       | 1      |
|                       |                                         |              |              |             |             |        |
|                       | Mouvement réformateur                   | 4 771        | 5,59         |             |             | 0      |
|                       | Lutte ouvrière                          | 879          | 1,03         | 0           |             |        |
|                       |                                         |              |              |             |             |        |
| Inscrits              | Inscrits                                | 103 181      | 100,00       | 103 184     | 100,00      | 2      |
| Abstentions           | Abstentions                             | 16 111       | 15,61        | 13 469      | 13,05       |        |
| Votants               | Votants                                 | 87 070       | 84,39        | 89 715      | 86,95       |        |
| Blancs et nuls        | Blancs et nuls                          | 1 769        | 2,03         | 1 810       | 2,02        |        |
| Exprimés              | Exprimés                                | 85 301       | 97,97        | 87 905      | 97,98       |        |
| Source : Data.gouv.fr |                                         |              |              |             |             |        |

### Résultats par circonscription

#### Première circonscription (Cahors)
| Candidat       | Candidat                    | Parti          | Premier tour | Premier tour | Second tour | Second tour |  |
| Candidat       | Candidat                    | Parti          | Voix         | %            | Voix        | %           |  |
| -------------- | --------------------------- | -------------- | ------------ | ------------ | ----------- | ----------- |  |
|                | Maurice Faure sortant réélu | MRG (UGSD)     | 17 012       | 39,54        | 25 070      | 57,71       |  |
|                | Jean-Gabriel Costes         | UDR (URP)      | 13 889       | 32,28        | 18 372      | 42,29       |  |
|                | Yves Arènes                 | PCF            | 6 619        | 15,39        | Retrait     | Retrait     |  |
|                | Pierre Mas                  | CD (MR)        | 3 144        | 7,31         |             |             |  |
|                | Edmond Jouve                | PSU            | 1 477        | 3,43         |             |             |  |
|                | Lucienne Degorge            | LO             | 879          | 2,04         |             |             |  |
|                |                             |                |              |              |             |             |  |
| Inscrits       | Inscrits                    | Inscrits       | 52 610       | 100,00       | 52 612      | 100,00      |  |
| Abstentions    | Abstentions                 | Abstentions    | 8 575        | 16,3         | 7 921       | 15,06       |  |
| Votants        | Votants                     | Votants        | 44 035       | 83,7         | 44 691      | 84,94       |  |
| Blancs et nuls | Blancs et nuls              | Blancs et nuls | 1 015        | 2,3          | 1 249       | 2,79        |  |
| Exprimés       | Exprimés                    | Exprimés       | 43 020       | 97,7         | 43 442      | 97,21       |  |

#### Deuxième circonscription (Figeac)
| Candidat       | Candidat                   | Parti          | Premier tour | Premier tour | Second tour | Second tour |  |
| Candidat       | Candidat                   | Parti          | Voix         | %            | Voix        | %           |  |
| -------------- | -------------------------- | -------------- | ------------ | ------------ | ----------- | ----------- |  |
|                | Bernard Pons sortant réélu | UDR (URP)      | 19 099       | 45,17        | 22 364      | 50,3        |  |
|                | Martin Malvy               | PS (UGSD)      | 12 897       | 30,5         | 22 099      | 49,7        |  |
|                | Henri Thamier              | PCF            | 7 714        | 18,24        | Retrait     | Retrait     |  |
|                | Pierre Grouillet           | MR             | 1 627        | 3,85         |             |             |  |
|                | Daniel Lompuech            | PSU            | 944          | 2,23         |             |             |  |
|                |                            |                |              |              |             |             |  |
| Inscrits       | Inscrits                   | Inscrits       | 50 571       | 100,00       | 50 572      | 100,00      |  |
| Abstentions    | Abstentions                | Abstentions    | 7 536        | 14,9         | 5 548       | 10,97       |  |
| Votants        | Votants                    | Votants        | 43 035       | 85,1         | 45 024      | 89,03       |  |
| Blancs et nuls | Blancs et nuls             | Blancs et nuls | 754          | 1,75         | 561         | 1,25        |  |
| Exprimés       | Exprimés                   | Exprimés       | 42 281       | 98,25        | 44 463      | 98,75       |  |